# Cheval en Nouvelle-Calédonie

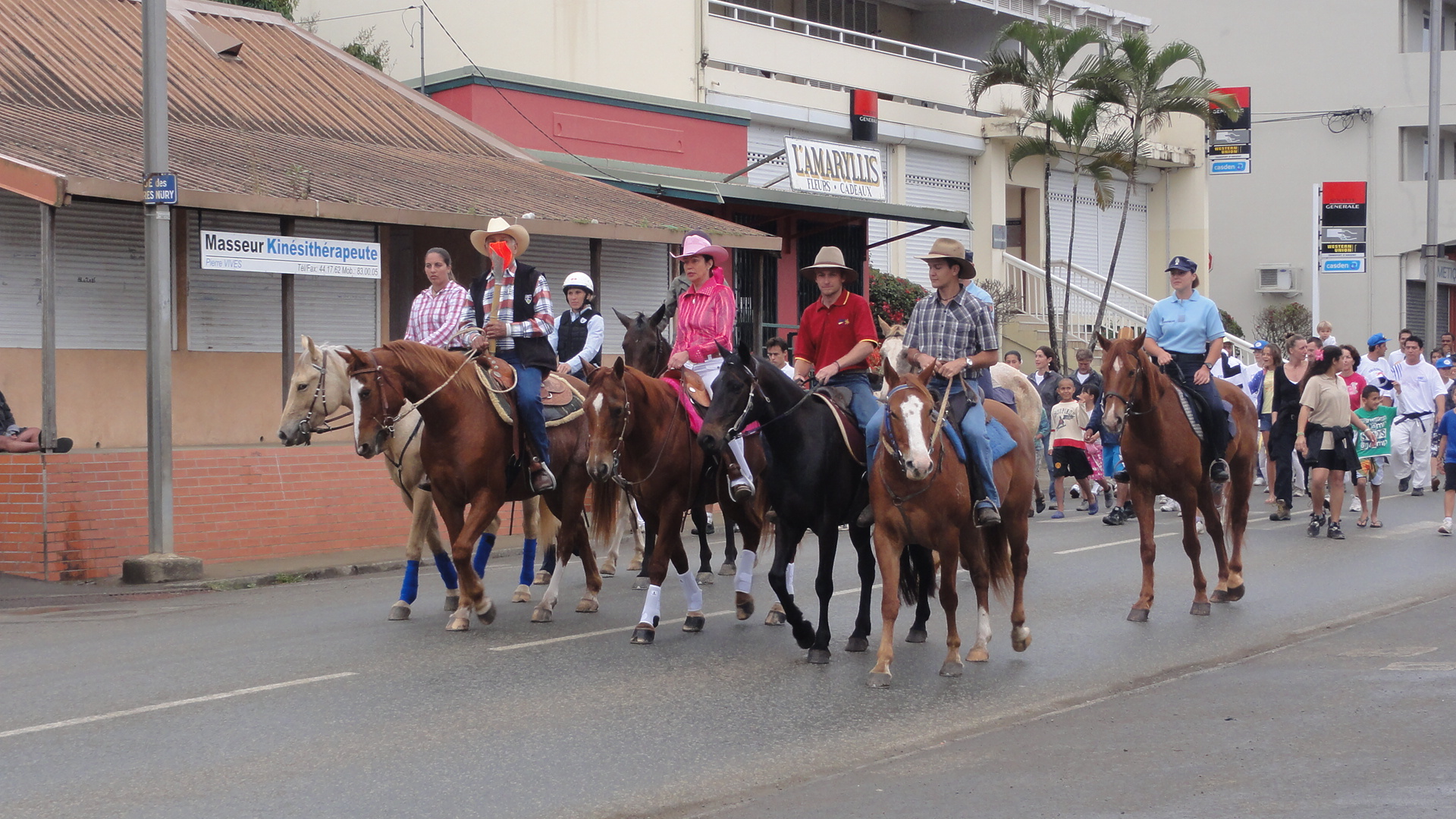
Cavaliers « broussards » escortant la flamme des Jeux du Pacifique de 2011, à Bourail.

Le cheval est introduit en Nouvelle-Calédonie au milieu du XIXe siècle.
Selon Les Nouvelles calédoniennes en 2016, la Nouvelle-Calédonie compte l'un des plus forts taux de chevaux par habitant au monde, avec un ratio de 4 chevaux pour 1 000 habitants,.

## Histoire
Vers 1850, James Paddon achemine des chevaux d'Australie vers la Nouvelle-Calédonie.

## Équitation

### Le parcours du stockman
Le parcours du stockman est une épreuve chronométrée et prisée des broussards.

## Filière équine
Trente-deux équidés, dont des chevaux, sont importés en Nouvelle-Calédonie en 2020 au cours d’une opération inédite menée par le Conseil du cheval afin d’améliorer l’offre génétique à destination de la filière locale d’élevage, en particulier pour les races n’autorisant pas l’insémination artificielle. Le coût total de cette opération est de 65 millions de franc Pacifique,.